# 顕真
顕真（けんしん、天承元年（1131年）- 建久3年11月14日（1192年12月20日））は、平安時代後期の天台宗の僧。号は宣陽房。父は右衛門権佐藤原顕能。母参議藤原為隆娘。

## 略歴
比叡山で天台教学・密教を学んだあと、承安3年（1173年）に大原別所に隠棲した。浄土信仰へ傾き文治2年（1186年）、勝林院に法然・重源・貞慶・明遍・証真らの碩学を集めて大原問答を行ったとされるが、参加者については異説もある。翌文治3年（1187年）、勝林院で不断念仏をはじめ、建久元年（1190年）には第61代天台座主に就任した。最勝会（『金光明最勝王経』を講じ、国家の安泰を祈願する勅会）の証義もつとめている。建久3年（1192年）、比叡山円融房で没した。